# Tylertown
Tylertown è una città (town) degli Stati Uniti d'America, capoluogo della contea di Walthall, nello Stato del Mississippi.